# سلینج
سلینج (به انگلیسی: Sellindge) یک روستا و محله مدنی در بریتانیا است که در Folkestone and Hythe واقع شده‌است. سلینج ۱٬۳۵۶ نفر جمعیت دارد.